# Хисар (город)
Хисар (англ. Hisar, хинди हिसार) — город на севере Индии, в штате Харьяна, административный центр одноимённого округа.

## История
Город был основан в 1356 году делийским султаном Фируз-шахом Туглаком. В 1398 году город был сожжён вторгшимся в Индию Тамерланом. В 1947 году, после обретения Индией независимости, город вошёл в состав штата Пенджаб, а в 1966 году — в состав новообразованного штата Харьяна.

## География
Город находится в западной части Харьяны, на высоте 211 метров над уровнем моря.
Хисар расположен на расстоянии приблизительно 193 километров к юго-юго-западу (SSW) от Чандигарха, административного центра штата и на расстоянии 120 километров к востоку-юго-востоку (ESE) от Нью-Дели, столицы страны.

## Климат
| Показатель                    | Янв. | Фев. | Март | Апр. | Май  | Июнь | Июль  | Авг.  | Сен. | Окт. | Нояб. | Дек. | Год   |
| ----------------------------- | ---- | ---- | ---- | ---- | ---- | ---- | ----- | ----- | ---- | ---- | ----- | ---- | ----- |
| Абсолютный максимум, °C       | 31   | 34   | 40   | 47   | 47   | 47   | 46    | 43    | 42   | 41   | 36    | 31   | 47    |
| Средний суточный максимум, °C | 21,3 | 24,5 | 30,5 | 36,9 | 41,0 | 41,2 | 37,2  | 35,6  | 35,7 | 34,4 | 29,2  | 23,5 | 32,6  |
| Средняя температура, °C       | 13,6 | 16,5 | 22,1 | 28,3 | 32,8 | 34,5 | 32,3  | 30,9  | 29,8 | 26,1 | 20,0  | 15,0 | 25,2  |
| Средний суточный минимум, °C  | 5,8  | 8,5  | 13,8 | 19,6 | 24,7 | 27,8 | 27,3  | 26,2  | 23,9 | 17,8 | 10,9  | 6,5  | 17,8  |
| Абсолютный минимум, °C        | −3   | −2   | 4    | 8    | 16   | 15   | 20    | 21    | 15   | −1   | 2     | −1   | −3    |
| Норма осадков, мм             | 14,8 | 15,2 | 14,0 | 8,9  | 17,3 | 39,7 | 133,1 | 130,6 | 74,5 | 29,2 | 3,2   | 10,2 | 490,7 |
| Источник: Weatherbase,        |      |      |      |      |      |      |       |       |      |      |       |      |       |

## Демография
По данным официальной переписи 2011 года, население составляло 306 893 человек, из которых мужчины составляли 54,3 %, женщины — соответственно 45,7 % . Уровень грамотности населения составлял 72,2 %.

Динамика численности населения города по годам:
| 1991    | 2001    | 2011    |
| ------- | ------- | ------- |
| 172 677 | 256 689 | 306 893 |

## Экономика и транспорт
Хисар — крупный центр индийской сталелитейной промышленности. Кроме того, в городе базируется ряд предприятий текстильной промышленности. Сообщение Хисара с другими городами осуществляется посредством железнодорожного (Горакхдхам Экспресс) и автомобильного транспорта.
В окрестностях города расположен одноимённый аэропорт (ICAO: VIHR, IATA: HSS).